# Am haZikaron
 (mai 2016).
L'Institut Am haZikaron (עם הזיכרון, en hébreu - « Peuple de la mémoire ») est un centre sans but lucratif de recherches sur l’histoire et le patrimoine des clans et des familles juives.

## Historique
L'Institut a été fondé à Tel Aviv en Israël en 1998. L'une de ses tâches principales est la restauration de l'histoire des familles juives. Am Hazikaron étudie l'origine des clans juifs, trouve les racines des juifs modernes, organise la recherche scientifique dans ce domaine, développe et met en place des projets éducatifs et sociaux. L'Institut collabore avec des organisations telles que Birthright Israel, L'agence juive, Ezra USA, Hillel erase Ha Zaken, les Centres culturels de l'ambassade d'Israël dans les pays de la CEI, le Musée de la Diaspora, le fonds de charité Genesis.
Depuis 14 ans l’institut Am Hazikaron réunit des familles juives et rétablit des liens familiaux dans le monde entier.

## Site Web:JewAge
L'Institut a fondé le site web interactif JewAge - un centre virtuel. Il contribue à la restauration de l'histoire des clans juifs. Les visiteurs du site peuvent construire leur propre arbre généalogique, recevoir l’information sur l'origine de leurs familles et celle de leurs noms juifs. Les utilisateurs du site ont également la possibilité de contacter le personnel de l'Institut pour recevoir de l'aide à la reconstruction de leur ascendance. En quelques années d'existence du portail, le site a enregistré plus de 7 000 utilisateurs du monde entier qui ont recueilli l'information sur plus de 110 000 juifs et leurs arbres généalogiques. On a publié plus de 35 000 articles, et on a reçu l’information sur plus de 8 000 communautés juives des époques différentes. Plus de 2 000 personnes visitent le site JewAge chaque jour.

## Recherches
L'Institut mène des recherches en collaboration avec les experts dans le domaine de l'histoire juive, la généalogie, l'onomastique. Parmi les réalisations scientifiques de l'Institut on peut nommer :
- Les travaux de la reconstruction de l'histoire de dizaines de familles juives jusqu'au temps de Tannaïm ;
- L’encyclopédie des clans juifs contenant l’information sur l'origine de plus de 5 300 familles juives ;
- La méthodologie unique de la restauration de l'histoire du clan juif à la base des noms ;
- Les recherches théoriques de la structure clanique du peuple juif, la théorie des méta clans, etc.

Les chercheurs de l’institut ont gagné le prix d’Olive de Jérusalem[Quoi ?] dans la nomination Pensée juive pour le développement du patrimoine spirituel national.

## Projet «Générations»
En collaboration avec le Fonds Genesis l’institut a développé et mis en place un projet éducatif Générations pour les participants du programme Birthright Israel. C’est un séminaire théâtralisé de deux heures au cours duquel les participants apprennent l’histoire de leur famille au fonds des événements de l'histoire du peuple juif.
Depuis 2008, plus de quinze mille personnes ont déjà pris part à ce séminaire. Le contrôle effectué par l'Institut d’Henriette Sold indique que le séminaire Générations a un impact significatif sur l'identité juive des jeunes participants du programme. Selon les résultats de la surveillance le projet Générations occupe la deuxième place de manière stable par la signification pour ses participants et cède la primauté seulement au complexe mémorial Yad Vashem.

## Projet «RodNya»
RodNya (ou « Clan et moi ») est un projet créatif et éducatif international, qui est mis en place par l’institut Am Azikaron avec le soutien du Fonds Genesis en partenariat avec l'organisation de la jeunesse juive Hillel. Ce projet est une suite logique[pourquoi ?] du séminaire « Générations ». Dans ce projet à la fin du programme Birthright Israel ses participants explorent leur propre histoire familiale au cours de l’année. Le projet a pour but l’aide à la jeunesse juive des pays de la CEI mieux sentir leur lien avec Israël et toute une histoire du peuple juif par la reconnaissance progressive de leurs racines. Au cours des quatre premiers mois les participants ont ajouté plus de 8 000 noms au site Jewage.
Le projet RodNya est créatif et éducatif, et il comprend les éléments suivants : le programme éducatif, la recherche pratique de l’histoire de la propre famille et du clan des participants, le projet créatif de la communauté locale juive et l'expédition en Allemagne et la République tchèque, où les participants passent par les traces de leurs ancêtres en Europe centrale.
Le projet se concentre sur les communautés de la diaspora, la version pilote du projet RodNya a lieu dans les villes suivantes : Kiev, Kharkov, Minsk, Iekaterinbourg, Saint-Pétersbourg et Moscou.

## Projet «Sefer haDorot»
Sefer haDorot (ou en français Livre des générations) est un projet de restauration de l'histoire des familles juives, qui est mis en place par l’institut conjointement avec les Centres culturelles de l'ambassade d'Israël dans les pays de la CEI. L'Institut, ainsi que les autres participants du projet publie les livrets illustrés de l'histoire familiale des étudiants d’oulpan.

## Pour approfondir